# آنا کاتالدی
آنا کاتالدی (به انگلیسی: Anna Cataldi)
یک نویسنده، روزنامه‌نگار و تهیه‌کننده فیلم بشردوست ایتالیایی است.
او در ۱۹۹۲ اولین مأموریت بشردوستانه خود همراه با آدری هپبورن که سفیر حسن نیت یونیسف بود به سومالی رفت. این اولین مأموریت کاتالدی و آخرین مأموریت هپبورن بود. هپبورن در سال ۱۹۹۳ درگذشت.
او پس از بازگشت از سومالی در مجله ایتالیایی پانوراما بعنوان خبرنگار جنگ سارایوو استخدام شد. پیرو آن کاتالدی در سال‌های ۱۹۹۳ تا ۱۹۹۴ بعنوان مشاور رسانه‌ای یونیسف فعالیت کرد که در این زمان بارها به سارایوو رفت. او در سال ۱۹۹۳ کتاب نامه‌هایی از سارایوو را نوشت.
کاتالدی در سال ۱۹۹۸ عنوان سفیر صلح سازمان ملل و پس از آن در ۲۰۰۷ عنوان سفیر حسن نیت سازمان بهداشت جهانی را داشت.
او در سال ۲۰۱۱ از مجموعه سازمان ملل متحد کناره گرفت. پس از آن به مدت دو سال با شورای اروپایی برای پناهجویان و تبعیدیان همراه بود و سفرهایی به مجارستان، مالت، تونس و لیبی داشت. پس از آن نیز او در زمینه مسایل پناهجویان و پیامدهای بهار عربی فعالیت کرد. او برای تهیه گزارشی از وضع سیاسی تونس در سال ۲۰۱۵ سفری به این کشور داشت که با تعدادی از زنان برجسته از اعضای هیئت چهارگانه گفتگوی ملی تونس مصاحبه داشت که این مجموعه پس از آن برنده جایزه صلح نوبل ۲۰۱۵ شد.